# Кристаловський Йосип Олександрович
Йосип Олександрович Кристаловський (2 січня 1884, місто Одеса — 1943, місто Москва) — український радянський діяч, голова Одеської губернської-окружної контрольної комісії КП(б)У. Член Центральної контрольної комісії КП(б)У в травні 1924 — листопаді 1927 року. 

## Біографія
Народився в польській родині слюсаря. Закінчив початкову школу. У 1901—1904 роках — учасник кружка із розповсюдження нелегальної літератури в місті Одесі. Робітник залізниці, працював слюсарем залізничних майстерень в Єлисаветграді, Миколаєві, Харкові та Одесі.
Член РСДРП(б) з 1903 (за іншими даними — 1901) року.
У 1904—1905 роках — у підпільних організаціях РСДРП(б) у Єлисаветграді та Миколаєві. У 1905 році був заарештований, але незабаром звільнений, вів більшовицьку роботу в Катеринославі та Одесі. У 1906 році — в підпільних організаціях РСДРП(б) у Харкові та Одесі.
У 1906 році заарештований і висланий на заслання у Тобольську губернію. Наприкінці 1906 року утік із Обдорська (Тобольської губернії) в Кривий Ріг, нелегально працював на Петровському заводі Катеринославської губернії.
У жовтні 1907 року заарештований і у листопаді 1908 року засуджений до адміністративного заслання в село Кузнєцово Перовської волості Єнісейської губернії, звідки у 1909 році втік і нелегально проживав у різних містах Забайкальської і Приморської областей. У 1913 році заарештований у Владивостоці, відсидів п'ять місяців у тюрмі, а потім був засланий в село Кузнєцово Перовської волості Єнісейської губернії, де перебував із 1914 до 1917 року.
Після Лютневої революції 1917 року — член Залізничної районної ради робітничих депутатів міста Одеси, член Одеського комітету РСДРП(б), член Одеської ради робітничих депутатів, один із організаторів Червоної гвардії Одеси. З вересня 1917 року — член Залізничного районного військово-революційного комітету міста Одеси.
З квітня 1919 року — головний комісар Одеського відділення Одеської залізниці. У 1920 році — член Одеського губернського комітету КП(б)У, заступник голови Одеського районного комітету профспілки залізничників (райпрофсожу) Південно-Західних залізниць.
З жовтня 1921 до лютого 1922 року — голова Одеського лінійного комітету профспілки залізничників (лінктрану).
З 1922 до 1924 року — уповноважений Народного комісаріату шляхів СРСР — начальник Управління Одеського лінійного відділу Південного округу залізничних шляхів.
У 1924—1925 роках — голова Одеської губернської контрольної комісії КП(б)У. З 1925 по 1927 рік — голова Одеської окружної контрольної комісії КП(б)У-РСІ УСРР.